# Mány
Mány är en ort i Ungern.   Den ligger i provinsen Fejér, i den nordvästra delen av landet, 29 km väster om huvudstaden Budapest. Mány ligger 184 meter över havet och antalet invånare är 2 294.
Terrängen runt Mány är platt. Runt Mány är det ganska tätbefolkat, med 75 invånare per kvadratkilometer. Närmaste större samhälle är Bicske, 5,6 km söder om Mány. Trakten runt Mány består till största delen av jordbruksmark.